# Wolfgang Domschke
Wolfgang Domschke (* 2. Juni 1944 in Oberböhmsdorf, Thüringen) ist ein emeritierter Universitätsprofessor für Betriebswirtschaftslehre und Operations Research an der Technischen Universität Darmstadt (TU Darmstadt).

## Leben und Wirken
Wolfgang Domschke studierte von 1965 bis 1969 an der TH Karlsruhe (heute KIT) Technische Volkswirtschaftslehre. 1971 promovierte er und 1974 erfolgte die Habilitation für Betriebswirtschaftslehre und Operations Research an derselben Universität. Von 1975 bis 1985 war er Inhaber eines Lehrstuhls für Betriebswirtschaftslehre und Operations Research an der Helmut-Schmidt-Universität in Hamburg. Von 1985 bis 2009 hatte er den gleichnamigen Lehrstuhl an der TU Darmstadt inne. Seine Forschungsschwerpunkte befinden sich in den Bereichen der Quantitativen Betriebswirtschaftslehre und den Anwendungen des Operations Research auf Fragestellungen der Logistik (Transportplanung, Tourenplanung und Standortplanung) und der Produktion (Losgrößen-, Fließbandabstimmungs- und Maschinenbelegungsplanung).
Gastprofessuren führten ihn an die Tongji-Universität Shanghai, die TU Bukarest, die WU Wien und die Universität St. Gallen.

## Auszeichnungen
- September 2007: Wissenschaftspreis der Gesellschaft für Operations Research (GOR)
- 2. Juni 2009: Ehrendoktor (Dr. rer. pol. h. c.) der Helmut-Schmidt-Universität in Hamburg

## Veröffentlichungen (Auswahl)
- Mit Andreas Drexl, Robert Klein, Armin Scholl: Einführung in Operations Research. 9., überarbeitete und verbesserte Auflage. Springer Gabler, Berlin / Heidelberg 2015, ISBN 978-3-662-48215-5, doi:10.1007/978-3-662-48216-2.
- Mit Andreas Drexl, Robert Klein, Armin Scholl, Stefan Voß: Übungen und Fallbeispiele zum Operations Research. 8. Auflage, Springer, Berlin 2015, ISBN 978-3-662-48229-2.
- Mit Armin Scholl: Grundlagen der Betriebswirtschaftslehre – Eine Einführung aus entscheidungsorientierter Sicht. 4. Auflage. Springer, Berlin, Heidelberg und New York 2008, ISBN 978-3-540-85077-9.
- Mit Andreas Drexl: Logistik. 3-bändiges Werk zu Quantitativen Methoden in der Logistik, Oldenbourg, München und Wien.
- Mit Armin Scholl, Stefan Voß: Produktionsplanung – Ablauforganisatorische Aspekte. 2. Auflage. Springer, Berlin 1997, ISBN 3-540-63560-2.